# Scatella cheesmanae
Scatella cheesmanae är en tvåvingeart som först beskrevs av Malloch 1934.  Scatella cheesmanae ingår i släktet Scatella och familjen vattenflugor. Inga underarter finns listade i Catalogue of Life.